# Megalleucosma bourgoini
Megalleucosma bourgoini är en skalbaggsart som beskrevs av Louis Burgeon 1932. Megalleucosma bourgoini ingår i släktet Megalleucosma och familjen Cetoniidae. Inga underarter finns listade i Catalogue of Life.